# Frankfurter Berg (Francfort-sur-le-Main)

Le quartier (en rouge) au sein de l'arrondissement (en gris foncé) et de la ville (en gris clair)

Frankfurter Berg est un quartier (Stadtteil) de Francfort-sur-le-Main.